# Relaciones Andorra-Dinamarca
Las relaciones Andorra-Dinamarca son las relaciones diplomáticas entre el Principado de Andorra y el Reino de Dinamarca.

## Historia
Los dos países establecieron relaciones diplomáticas el 4 de mayo de 1994. Aunque Andorra no es parte de la UE, ha sido parte de la eurozona desde 2015, así como parte de la región de facto de Schengen. Dinamarca está representada en Andorra a través de su embajada en Madrid, España, mientras que Andorra está representada en Dinamarca por un embajador no residente que reside en Andorra la Vela.